# Маркус Хелнер
Карл Маркус Јоаким Хелнер (швед. Carl Marcus Joakim Hellner; Лердала, 25. новембар 1985) некадашњи је шведски нордијски скијаш.

## Спортска биографија
Као јуниор у периоду од 2003. до 2005. године, остварио је седам победа на тркама на 30 км, а до прве победе у Светском купу дошао је код куће у Геливареу у трци на 15 км.
Прву бронзану медаљу освојио је на Светско првенство у нордијском скијању у 2007. у Сапороу  као члан шведске штафете 4 х 10 км.
На Олимпијским играма 2010. у Ванкуверу. дошао до своје прве олимпијске златне медаље у потери на 30 км, добивши трку у самом финишу. Убрзо је освојио и другу златну медаљу, у штафетној трци, у којој је трчао последњу измену, и остао на вођству од њеног почетка до краја.
Учешће на Светском првенству 2011. у  Ослу започео је освајањем златне медаље у спринту. Два дана касније, као и у Ванкуверу, трчао је последњу измену у штафети, али овај пут је Шведској донео сребрну медаљу.
Године 2012. постао први шведски нордијски скијаш који је завршио на победничком постољу у Тур де скију осигуравши друго место у укупном пласману, након што је престигао Петера Нортуга у последњој трци узбрдо.
На Олимпијским играма у Сочију 2014. освојио је сребрне медаљу у скијатлону на 30 км а златну са штафетом 4 х 10 км.

## Резултати у Светском купу

### Постоља
| Бр. | Датум         | Место        | Дисциплина              | Време     | Пласман | Победник              |
| --- | ------------- | ------------ | ----------------------- | --------- | ------- | --------------------- |
| 1.  | 22. 11. 2008. | Геливаре     | 15 км слободно          | 32:35,2   | 1.      | -                     |
| 2.  | 12. 12. 2009. | Давос        | 15 км слободно          | 35:54,8   | 2.      | Мати Хејкинен         |
| 3.  | 14. 3. 2010.  | Осло         | спринт слободно         | -         | 3.      | Андерс Глерсен        |
| 4.  | 21. 3. 2010.  | Фалун        | 40 км (Финале Св. купа) | 1:55:27,4 | 3.      | Петер Нортуг          |
| 5.  | 20. 11. 2010. | Геливаре     | 15 км слободно          | 32:26,0   | 1.      | -                     |
| 6.  | 8. 1. 2012.   | Вал ди Фјеме | 102 км Тур де ски       | 4:33:17,2 | 2.      | Дарио Колоња          |
| 7.  | 24. 11. 2012. | Геливаре     | 15 км слободно          | 30:48,1   | 3.      | Мартин Јонсруд Сундби |
| 8.  | 1. 2. 2014.   | Тоблах       | 15 ким класично         | 37:02,7   | 3.      | Александар Љоков      |
| 9.  | 15. 2. 2015.  | Естерсунд    | 15 км слободно          | 32:46,0   | 3.      | Фин Хеген Крог        |